# Хітойоші
Хітойо́ші (яп. 人吉市, ひとよしし, МФА: [çitojoɕi ɕi̥]?) — місто в Японії, в префектурі Кумамото.     Отримало статус міста 1942 року. Площа становить 210,48 км². Станом на 1 серпня 2011 року населення складало 35 343  осіб, густота населення — 168 осіб/км².     

## Клімат
Місто знаходиться у зоні, котра характеризується вологим субтропічним кліматом. Найтепліший місяць — липень із середньою температурою 25.6 °C (78 °F). Найхолодніший місяць — січень, із середньою температурою 3.9 °С (39 °F).
| Клімат Хітойоші         | Клімат Хітойоші | Клімат Хітойоші | Клімат Хітойоші | Клімат Хітойоші | Клімат Хітойоші | Клімат Хітойоші | Клімат Хітойоші | Клімат Хітойоші | Клімат Хітойоші | Клімат Хітойоші | Клімат Хітойоші | Клімат Хітойоші | Клімат Хітойоші |
| Показник                | Січ.            | Лют.            | Бер.            | Квіт.           | Трав.           | Черв.           | Лип.            | Серп.           | Вер.            | Жовт.           | Лист.           | Груд.           | Рік             |
| Середній максимум, °C   | 9               | 11              | 15              | 20              | 24              | 26              | 30              | 31              | 28              | 23              | 17              | 11              | 20              |
| Середня температура, °C | 4               | 5               | 9               | 14              | 18              | 22              | 26              | 26              | 23              | 17              | 11              | 6               | 15              |
| Середній мінімум, °C    | 0               | 0               | 3               | 8               | 12              | 17              | 21              | 22              | 18              | 11              | 6               | 0               | 9               |
| Норма опадів, мм        | 82              | 104             | 158             | 227             | 234             | 426             | 308             | 211             | 217             | 116             | 90              | 77              | 2249            |
| ----------------------- | --------------- | --------------- | --------------- | --------------- | --------------- | --------------- | --------------- | --------------- | --------------- | --------------- | --------------- | --------------- | --------------- |
| Джерело: Weatherbase    |                 |                 |                 |                 |                 |                 |                 |                 |                 |                 |                 |                 |                 |

## Історія
У 1585–1871 роках містечко Хітойоші було центром автономного уділу Хітойоші, що належав самурайському роду Саґара.
Хітойоші отримало статус міста 11 лютого 1942 року.